# ヨハネス・ホフマン
ヨハネス・ホフマン（Johannes Hoffmann、1867年7月3日 - 1930年12月15日）は、ドイツの政治家。ヴァイマル共和政期のバイエルン州首相。

## 略歴
ランダウ近くのイルベスハイム(Ilbesheim)出身。教師としての訓練を受け、1887年から1908年にかけてカイザースラウテルンで教師となった。1908年に社民党からバイエルン王国議会（Bayerischer Landtag）選挙に出馬して議員に選出される。1912年から1919年までカイザースラウテルン市長になった。1912年からは帝国議会議員となる。
1918年11月のバイエルンでの革命後、ドイツ独立社会民主党のクルト・アイスナーが首相に就任。アイスナー政権は独立社民党と社民党の連立政権となり、社民党のホフマンは文部相に任じられた。文部相在任中、ホフマンは、バイエルン学校をキリスト教会が監督するという制度を廃止した。アイスナーの暗殺後の1919年3月17日にバイエルンで初めての首相自由選挙を経て後任の首相に就任した。
しかし4月13日にトゥーレ協会の指導による反レーテ一揆が発生。共産党がこれを鎮圧しバイエルン・レーテ共和国を樹立した。ホフマン政権はミュンヘンを離れて北方のバンベルクに移動せざるを得なくなった。ここでバンベルク憲法の制定を行った。またホフマン政権はレーテ共和国と開戦し、バイエルンは内乱状態になった。事態を重く見たベルリン中央政府のグスタフ・ノスケ国防相が正規軍と義勇軍（フライコール）を動員して介入し、レーテ共和国を討伐したため、1919年5月にはホフマン政権はミュンヘンに戻された。
しかし政治の主導権はミュンヘン占領軍に移ってしまい、バイエルンは一挙に右傾化した。1920年3月にはバイエルン中心のドイツの形成を狙うバイエルン右翼のグスタフ・フォン・カールやミュンヘン警視総監ペーナー、郷土予備軍（約30万人を擁立）のエシュリヒなどから辞職を要求された。バイエルン軍司令官メールもこれに賛同した。孤立無援化したホフマン政権は3月14日から16日にかけて崩壊した。後任の首相にはグスタフ・フォン・カールが就任した。
1930年にベルリンで死去した。

## 参考文書
- 阿部良男著『ヒトラー全記録 20645日の軌跡』(柏書房)